# Тезія жовтогорла
Тезія жовтогорла (Hemitesia neumanni) — вид горобцеподібних птахів родини Cettiidae.

## Назва
Видова латинська назва дана на честь німецького орнітолога Оскара Ноймана (1867—1946).

## Поширення
Вид поширений в Руанді, на півдні Уганди, півночі Бурунді та суміжних районах ДР Конго. Природним середовищем існування є субтропічний або тропічний вологий гірський ліс.

## Опис
Дрібний птах, завдовжки 10–11 см, вагою 11,3 г. У нього велика голова, довгі ноги і дуже короткий хвіст. Забарвлення тіла оливкового-зелене, темніше зверху та світліше в нижній частині. Над очима проходить зелено-біла брова, над нею — чорна смуга. Через очі проходить широка сіро-коричнева лоральна смуга.